# Graphania nobilia
Graphania nobilia är en fjärilsart som beskrevs av Howes. 1946. Graphania nobilia ingår i släktet Graphania och familjen nattflyn. Inga underarter finns listade i Catalogue of Life.